# Diego Forlán
Artikeln följer den spanska namnseden; faderns efternamn är Forlán och moderns efternamn Corazzo.
Diego Forlán Corazzo, född 19 maj 1979 i Montevideo, är en uruguayansk före detta fotbollsspelare som bland annat har spelat för Manchester United, Villarreal, Atletico Madrid och argentinska Independiente. I januari 2018 skrev han på för Kitchee SC i Hongkong.
Forlán har både uruguayanskt och spanskt medborgarskap. Forlán kommer från en anrik fotbollsfamilj. Hans pappa Pablo Forlán var en del av Uruguay då landet deltog i VM 1974 i Västtyskland. Även Diegos morfar, Juan Carlos Corazzo var en aktiv fotbollsspelare då han spelade för Independiente, samt var Uruguays förbundskapten under VM 1962 i Chile.
Han blev Unicef-ambassadör 2005. Efter karriären har han deltagit i tennis-turneringar.

## Klubbkarriär
Från att ha varit en talang inom tennis valde han fotbollen vid tolv års ålder. Diegos då 17-åriga syster Alejandra var med om en allvarlig olycka att hon blev rörelsehindrad. Diego avlade då ett löfte om att bli fotbollsproffs för att kunna betala för kostnader som kunde drabba familjen till följd av olyckan. Han infriade detta löfte och grundade 2009 den ideella organisationen Fundación Alejandra Forlán som arbetar med trafikfrågor och bilsäkerhet i Uruguay.
Efter spel i de uruguayanska klubbarna Peñarol och Danubio, debuterade han som 17-åring i den argentinska klubben Independiente den 25 oktober 1997. Han gjorde han sig känd som en stor målskytt, vilket ledde till att Manchester United värvade honom för cirka £ 6,9 miljoner. Forlán debuterade den 29 januari 2002 men det tog nästan nio månader innan första målet kom. Kraven var höga och Forlán levde inte upp till dem. Han gjorde dock två mål mot Liverpool och avgjorde även mot Chelsea.

### Villarreal
Forlán lämnade Manchester United för spanska Villarreal CF där han blev Pichichi (skyttekung) med 25 mål, redan i sin debutsäsong. Det hjälpte laget att för första gången någonsin spela i Uefa Champions League. Han blev tillsammans med Thierry Henry Europas bäste målskytt och fick således Guldskon för första gången.

### Atlético Madrid
Den 30 juni 2007 skrev han på för Atlético Madrid för cirka 21 miljoner euro. Säsongen 2008/09 vann Forlán skytteligan i Spanien med 32 gjorda mål, även denna gång tilldelades han Guldskon som Europas bäste målskytt. Den 12 maj 2010 vann Atlético Madrid den första upplagan av Europa League och Forlán gjorde bland annat två mål i finalen.

### Indien och Kina
I augusti 2016 skrev han ett ettårskontrakt med Mumbai City FC. Ett år senare flyttade han till Honkongklubben 
Kitchee SC.
Den 7 augusti 2019 meddelade Forlán att han avslutar sin karriär som spelare.

## Landslagskarriär
Forlán debuterade i det uruguayanska landslaget den 27 mars 2002 i en träningslandskamp mot Saudiarabien och har sedan dess spelat över 100 landskamper och gjort fler än 30 landslagsmål. Han har deltagit i tre VM-turneringar (VM 2002, VM 2010 och VM 2014) och tre Copa América (2004, 2007 och 2011). Forláns spel och fem mål var en av de viktigaste faktorerna bakom Uruguays framgångar i VM 2010 med en semifinalplats. Efter mästerskapet belönades Forlán med guldbollen efter att ha utsetts till turneringens bästa spelare. I finalen i Copa América 2011 gjorde Forlán två mål och bidrog till att Uruguay vann mästerskapet.

## Meriter
| Klubb              | Säsong            | Inhemsk liga             | Inhemsk liga | Inhemsk liga | Nat. täv. | Nat. täv. | Internat. täv. | Internat. täv. | Totalt | Totalt |
| Klubb              | Säsong            | Serie                    | SM           | Mål          | SM        | Mål       | SM             | Mål            | SM     | Mål    |
| ------------------ | ----------------- | ------------------------ | ------------ | ------------ | --------- | --------- | -------------- | -------------- | ------ | ------ |
| Independiente      | 1998–99           | 1a División              | 2            | 0            | 0         | 0         | 0              | 0              | 2      | 0      |
| Independiente      | 1999–00           | 1a División              | 24           | 7            | 0         | 0         | 0              | 0              | 24     | 7      |
| Independiente      | 2000–01           | 1a División              | 36           | 18           | 0         | 0         | 4              | 1              | 40     | 19     |
| Independiente      | 2001–02           | 1a División              | 18           | 12           | 0         | 0         | 7              | 2              | 25     | 14     |
| Independiente      | Totalt i klubblag | Totalt i klubblag        | 80           | 37           | 0         | 0         | 11             | 3              | 91     | 40     |
| Manchester United  | 2001–02           | Premier League           | 13           | 0            | 0         | 0         | 5              | 0              | 18     | 0      |
| Manchester United  | 2002–03           | Premier League           | 25           | 6            | 7         | 2         | 13             | 1              | 45     | 9      |
| Manchester United  | 2003–04           | Premier League           | 24           | 4            | 4         | 2         | 4              | 2              | 32     | 8      |
| Manchester United  | 2004–05           | Premier League           | 1            | 0            | 1         | 0         | 1              | 0              | 3      | 0      |
| Manchester United  | Totalt i klubblag | Totalt i klubblag        | 63           | 10           | 12        | 4         | 23             | 3              | 98     | 17     |
| Villarreal         | 2004–05           | La Liga                  | 38           | 25           | 1         | 0         | 0              | 0              | 39     | 25     |
| Villarreal         | 2005–06           | La Liga                  | 32           | 10           | 2         | 0         | 13             | 3              | 47     | 13     |
| Villarreal         | 2006–07           | La Liga                  | 36           | 19           | 4         | 1         | 2              | 1              | 42     | 21     |
| Villarreal         | Totalt i klubblag | Totalt i klubblag        | 106          | 54           | 7         | 1         | 15             | 4              | 128    | 59     |
| Atlético de Madrid | 2007–08           | La Liga                  | 36           | 16           | 6         | 1         | 11             | 6              | 53     | 23     |
| Atlético de Madrid | 2008–09           | La Liga                  | 33           | 32           | 3         | 1         | 9              | 2              | 45     | 35     |
| Atlético de Madrid | 2009–10           | La Liga                  | 33           | 18           | 6         | 3         | 17             | 7              | 56     | 28     |
| Atlético de Madrid | 2010–11           | La Liga                  | 32           | 8            | 3         | 1         | 7              | 1              | 42     | 10     |
| Atlético de Madrid | 2011–12           | La Liga                  | 0            | 0            | 0         | 0         | 2              | 0              | 2      | 0      |
| Atlético de Madrid | Totalt i klubblag | Totalt i klubblag        | 134          | 74           | 18        | 6         | 46             | 16             | 198    | 96     |
| Internazionale     | 2011–12           | Serie A                  | 18           | 2            | 0         | 0         | 2              | 0              | 20     | 2      |
| Internazionale     | Totalt i klubblag | Totalt i klubblag        | 18           | 2            | 0         | 0         | 2              | 0              | 20     | 2      |
| Internacional      | 2012              | Série A                  | 19           | 5            | 0         | 0         | 0              | 0              | 19     | 5      |
| Internacional      | 2013              | Série A                  | 15           | 5            | 8+13      | 3+9       | 0              | 0              | 36     | 17     |
| Internacional      | Totalt i klubblag | Totalt i klubblag        | 34           | 10           | 21        | 12        | 0              | 0              | 55     | 22     |
| Cerezo Osaka       | 2014              | J. League                | 26           | 7            | 2         | 0         | 6              | 2              | 34     | 9      |
| Cerezo Osaka       | 2015              | J. League                | 16           | 10           | 0         | 0         | 0              | 0              | 16     | 10     |
| Cerezo Osaka       | Totalt i klubblag | Totalt i klubblag        | 42           | 17           | 2         | 0         | 6              | 2              | 50     | 19     |
| Peñarol            | 2015–16           | 1a División              | 30           | 8            | 0         | 0         | 3              | 0              | 33     | 8      |
| Peñarol            | Totalt i klubblag | Totalt i klubblag        | 30           | 8            | 0         | 0         | 3              | 0              | 33     | 8      |
| Mumbai City        | 2016              | Indian Super League      | 11           | 5            | 0         | 0         | 0              | 0              | 11     | 5      |
| Mumbai City        | Totalt i klubblag | Totalt i klubblag        | 11           | 5            | 0         | 0         | 0              | 0              | 11     | 5      |
| Kitchee            | 2017/2018         | Hong Kong Premier League | 7            | 5            | 2         | 1         | 5              | 0              | 14     | 6      |
| Kitchee            | Totalt i klubblag | Totalt i klubblag        | 7            | 5            | 2         | 1         | 5              | 0              | 14     | 6      |

| Manchester United - Premier League: 2002/2003 - FA-cupen: 2003/2004 - FA Community Shield: 2003 Villareal - Intertotocupen: 2005 - Guldskon: 2005 - Pichichi i La Liga: 2005 - Trofeo EFE: 2004/2005 Atlético Madrid - Intertotocupen: 2007 - Guldskon: 2009 - Pichichi i La Liga: 2009 - Europa League: 2010 - Uefa Super Cup: 2010 | Uruguay - Copa América 2004: Trea - FIFA World Cup Golden Ball: 2010 - FIFA World Cup All-Star Team: 2010 - Copa América 2011: Vinnare |